# 라이코케섬
라이코케섬(러시아어: Райкоке, 일본어: 雷公計島)은 러시아 사할린주 쿠릴 열도 중부의 무인도 화산섬 중 하나이다. 과거 일본이 1875년부터 1945년까지 70년간 이 섬을 실효 지배하고 있다가 일본이 전쟁에서 패한 후에 소비에트 연방의 영토가 되면서 러시아의 영토가 되었다.